# マーク・トウェイン
マーク・トウェイン（Mark Twain、本名：サミュエル・ラングホーン・クレメンズ（Samuel Langhorne Clemens）、1835年11月30日 - 1910年4月21日）は、アメリカ合衆国の著作家、小説家。ミズーリ州出身。『トム・ソーヤーの冒険』の著者として知られ、数多くの小説やエッセーを発表、世界中で講演活動を行うなど、当時最も人気のある著名人の一人であった。ユーモアと社会風刺に富んだ作品で知られる。
ウィリアム・フォークナーは、トウェインが「最初の真のアメリカ人作家であり、我々の全ては彼の相続人である」と記した。アーネスト・ヘミングウェイは『アフリカの緑の丘』において、「あらゆる現代アメリカ文学は、マーク・トウェインの『ハックルベリー・フィン』と呼ばれる一冊に由来する」と述べた。

## ペンネーム
印刷工時代の新聞投稿文のペンネームは「トマス・ジェファソン・スノッドグラス」。
「マーク・トウェイン」は、川を蒸気船が航行する際の測深手の水先案内人への合図“by the mark, twain”（蒸気船が座礁せず安全に通航できる限界の浅さで2ファゾム、約3.6m。日本語では「水深二尋」と訳されている）から採った。1863年2月3日、ネバダ州バージニア市のTerritorial Enterprise紙から使用している。

## 来歴
ミズーリ州フロリダで判事の父ジョン・クレメンズ（John Marshall Clemens）と母ジェーン・クレメンズ（Jane Lampton Clemens）との間に、7人きょうだいの6番目の子のサミュエルとして1835年11月30日に生まれた。この年ハレー彗星が観測されたこともあり、後年『自分はハレー彗星とともに地球にやってきたので、ハレー彗星と共に去っていくだろう』と周囲の人間に吹聴していた。クレメンズ家は、17世紀半ばにアメリカ合衆国バージニア州に移民した旧家であったが、破産し経済的にめぐまれなかった。家伝によると先祖はチャールズ1世の判事グレゴリー・クレメントだという。
- 長男：オーリオン[1]（Orion Clemens, 1825年 - 1897年）
- 長女：パメラ（Pamela Clemens, 1827年 - 1904年）
- 次男：プリザント（Pleasant Clemens, 1828年 - 1828年）
- 次女：マーガレット（Margaret Clemens, 1830年 - 1839年）
- 三男：ベンジャミン（Benjamin Clemens, 1832年 - 1842年）
- 四男：サミュエル
- 五男：ヘンリー（Henry Clemens, 1838年 - 1858年）

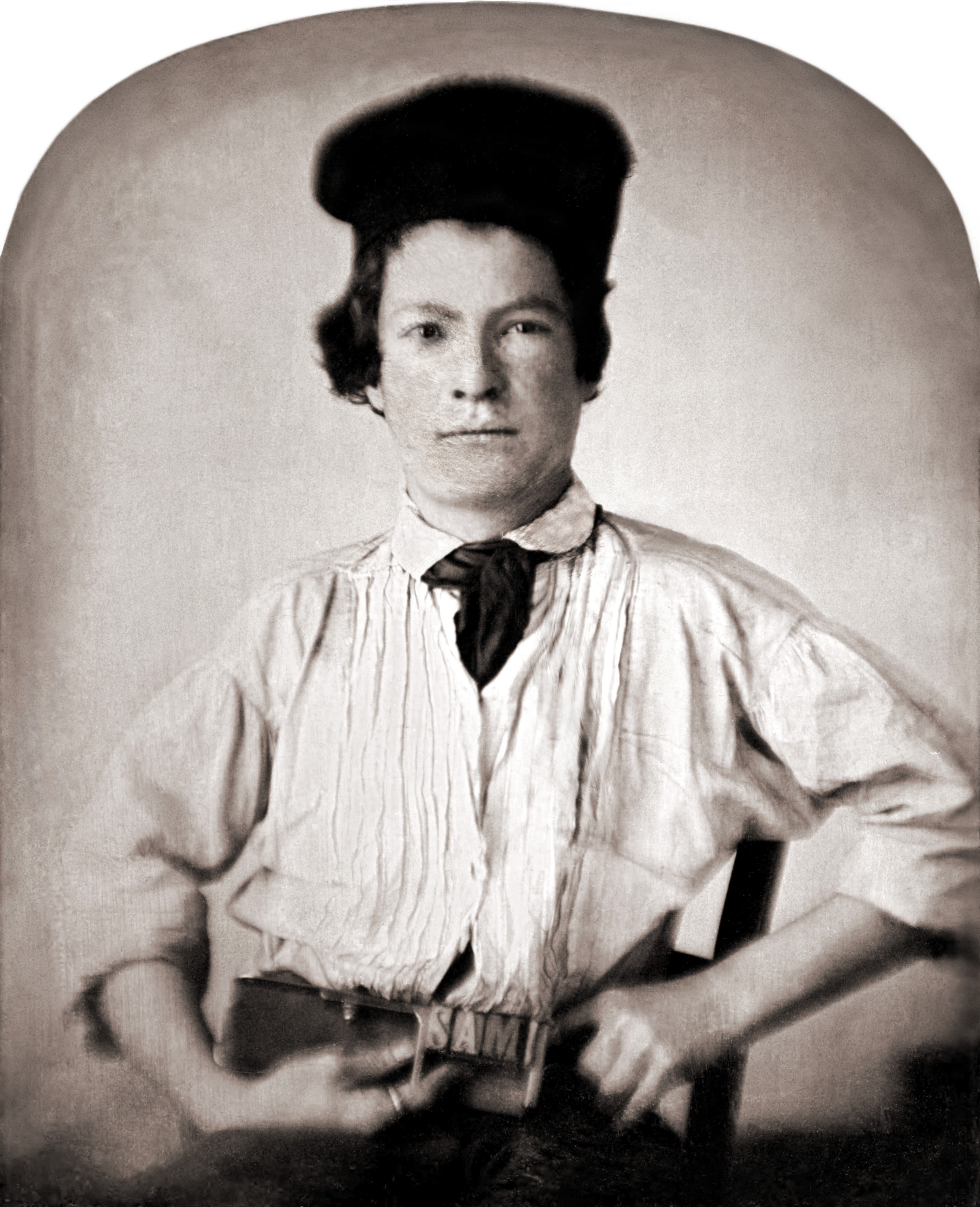
マーク・トウェイン 15歳

4歳の時、一家が出生地から50km程離れたミシシッピ川沿いの町、ミズーリ州ハンニバルに転居。当時は舟運で栄え、ニューオーリンズやセントルイスから訪れる人が日夜途絶えることのない土地だった。後にこの町とそこの住人が、トウェインの最も有名な作品（『トム・ソーヤーの冒険』、『ハックルベリー・フィンの冒険』など）の登場人物と場所のモデルとなった。
クレメンズ家は、テネシー州にいた頃から奴隷を所有していたが、1820年のミズーリ妥協のために、奴隷を彼らの新居に伴うことができた。トウェインにとって女中のジェニーは第二の母親であり、奴隷の子供たちは遊び友達であった。ハックルベリー・フィンと逃亡奴隷のジムの描写は、こうした人間関係に由来している。
1847年、父が多くの負債を残して死去。まもなく長男のオーリオンが始めた新聞の出版の仕事の手伝いとして2年間にわたって従事している。オーリオンの新聞で論争の的になった記事のいくつかは、サミュエルの手によるものであるが、オーリオンが町を離れているときに書かれたものであった。
その後蒸気船で働いた後、17歳の時に印刷工として働くため、故郷を後にセントルイスへ転居。
1857年に蒸気船の水先人見習いを経て、1858年には水先人の資格を取得。1858年6月、セントルイスとニューオーリンズを35日で往復する蒸気船ペンシルヴァニア号がボイラー爆発の事故を起こした船に乗船する予定であったが、急遽他の船での仕事のために免れている。しかし、この事故に事務員として乗船していた弟のヘンリーが巻き込まれ、死亡している。
南北戦争が始まると舟運の激減のために水先人を失業し、アメリカ連合国軍に志願。少尉として従軍するも、『マーク・トウェイン自伝』（勝浦吉雄訳、筑摩書房）によれば、疲労による戦闘不能で除隊（1940年1月下院では脱走とされる）。1861年には、兄のオーリオンがネバダ準州（現・ネバダ州）の政務長官に任命されたため、それについていくかたちでネバダに移る。その後さらにサンフランシスコに移り、新聞記者としていくつかの新聞社で働いている。この時期特派員としてハワイにも滞在しており、新聞記事を集めた『ハワイ通信』（1866年）を出している。
1869年には、新聞に長期連載したヨーロッパ旅行体験記が、"The Innocents Abroad"（『無邪気な外遊記』、『地中海遊覧記』）で出版され評判となる。以後も長編旅行記をいくつか出版した。
1870年、オリヴィア・L・クレメンズと結婚。一男三女をもうけるが、長男ラングドンは1歳10か月で、長女スージーは24歳で、三女ジーンは29歳で死亡している。妻オリヴィアは1904年に58歳で亡くなった。
ハートフォード (コネチカット州)に居住し多くの作品を発表するようになった。1873年に出版した『金ぴか時代』は出世作となるが、彼の名を不動にしたのは1876年に出版された『トム・ソーヤーの冒険』である。これで大ベストセラー作家となり、大きなな富を手に入れるが、一方で浪費や新発明への見境のない投資、株の投機などで次第にその富は減少していった。ただし、この時期においても1885年の『ハックルベリー・フィンの冒険』などのようにベストセラーをコンスタントに発表しており、人気が衰えたわけでは決してなかった。

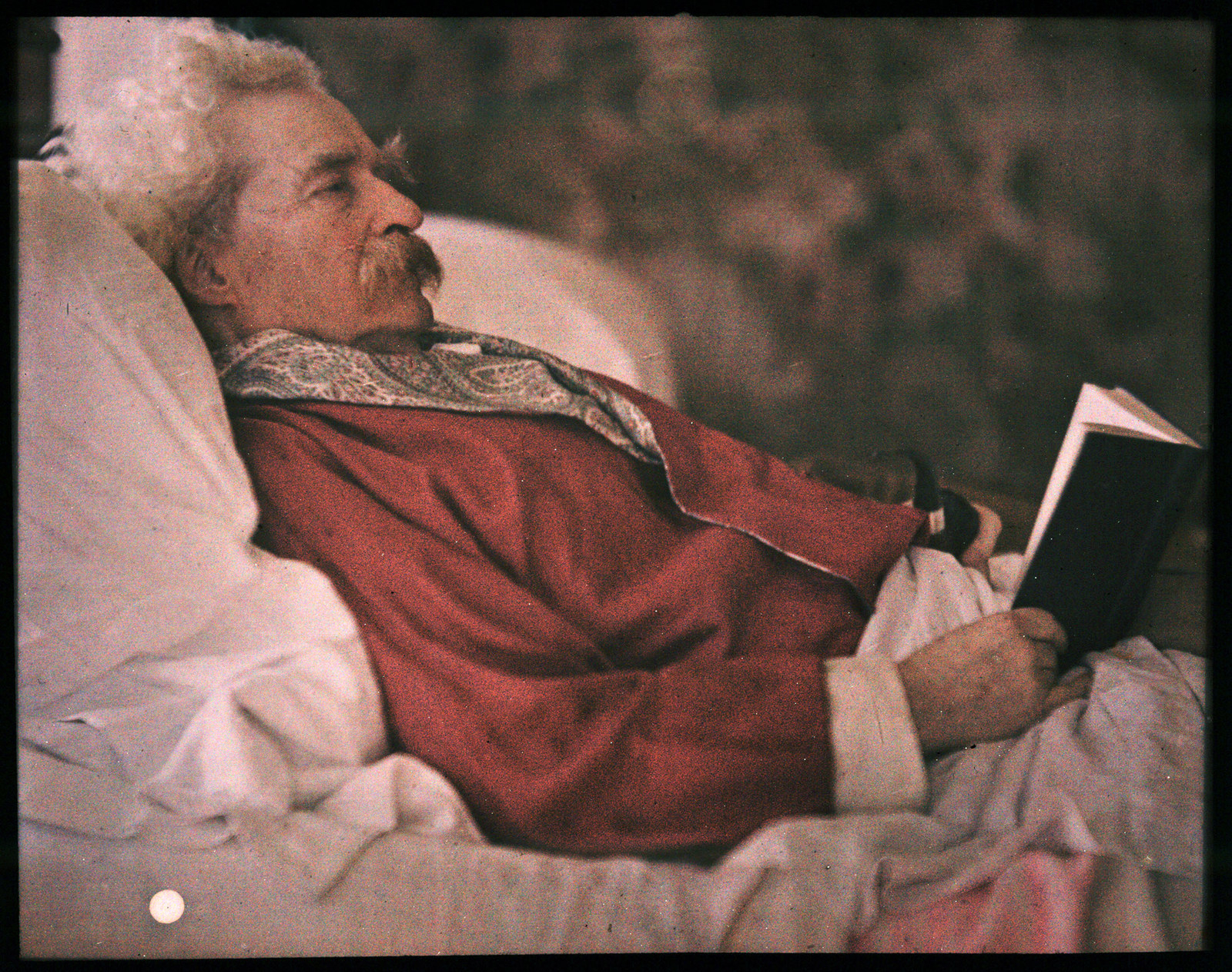
トウェインのオートクローム（1908年）

1894年には投資の失敗などにより破産。このとき、スタンダード・オイルの副社長だったヘンリー・H・ロジャーズ（『あしながおじさん』のモデルと言われている）の助力を得て、資産の再編成を行った。この借金返済の一環として、1895年には世界中で講演活動を行い、1897年に出版した『赤道に沿って』の印税も全額返済に充てることで借金を完済し再び資産家となった。1897年には新聞に「トウェインが死んだ」という誤報を流され、「私が死んだという報道は誇張である」（The report of my death was an exaggeration.）と発表した。1898年6月15日にはアメリカ反帝国主義連盟のメンバーとなり、合衆国のフィリピン併合に反対した。1906年にはアメリカを訪れたショーレム・アレイヘムと会っている。1910年、死去。この年はハレー彗星が75年ぶりに地球に到来した年であり、本人が予見した通り、ハレー彗星と共にこの世を去っていった。
なお『あしながおじさん』で知られる作家ジーン・ウェブスターは、トウェインの姪の娘に当たる。

## 作品一覧

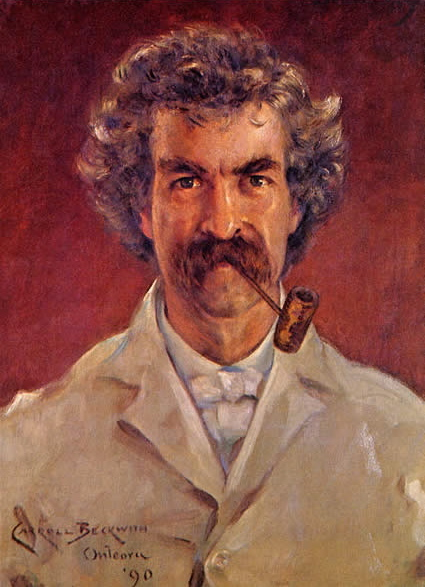
ジェームズ・キャロル・ベックウィズによる肖像画

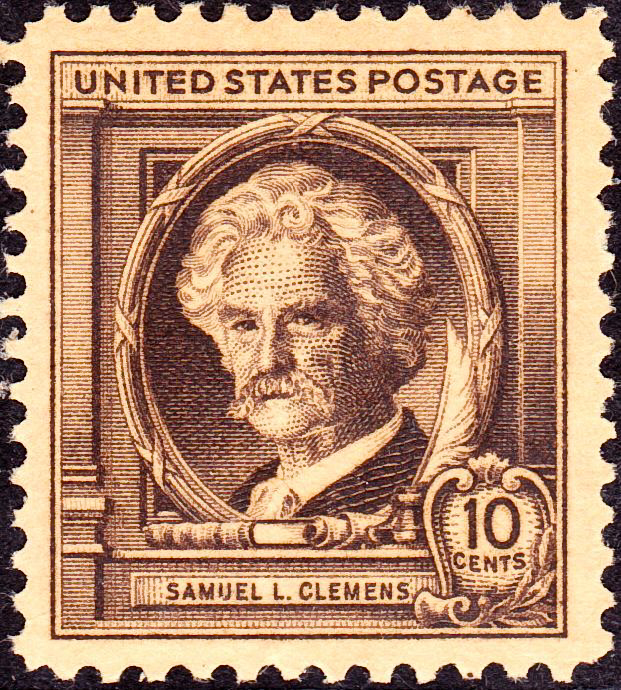
1940年のアメリカの切手

- 『マーク・トウェイン コレクション』（全26冊、彩流社、完結2002年）、ほぼ全作品の訳書
- 『マーク・トウェイン短編全集』（上中下、勝浦吉雄訳、文化書房博文社、1994年）

### 小説
- 『金ぴか時代』"The Gilded Age: A Tale of Today"（チャールズ・ウォーナーとの共著）, 1873年
- 『トム・ソーヤーの冒険』"The Adventures of Tom Sawyer", 1876年
- 『王子と乞食』"The Prince and the Pauper", 1881年
- 『ハックルベリー・フィンの冒険』"Adventures of Huckleberry Finn", 1885年
- 『アーサー王宮廷のコネチカット・ヤンキー』"A Connecticut Yankee in King Arthur's Court", 1889年
- 『百万ポンド紙幣（英語版）』"The Million Pound Bank Note", 1893年
- 『生死如何』"Is He Living or Is He Dead", 1893年
  - 短編で出版年と同年に、山県五十雄訳が「少年文庫」に掲載。のち有島武郎が翻案、1922年に戯曲『ドモ又の死』を発表。
- 『ノータリン・ウィルソンの悲劇』"The tragedy of Pudd'nhead Wilson", 1894年
  - 中篇、新訳『二人の運命は二度変わる』那須省一訳、書肆侃侃房, 2010年[4]
- 『ジャンヌ・ダルクについての個人的回想』"Personal Recollections of Joan of Arc", 1895年 
  - ジャンヌ・ダルクの幼馴染にして、小姓兼秘書として仲間とともにフランス軍に従軍した男ルイス・コントが、シャルル7世によるやり直し裁判において、生き証人として彼女の思い出を語る形式で、「パラディン」と皮肉をこめて呼ばれていた臆病者が、ジャンヌに感化され勇敢に戦死するエピソードなど、ユーモアを交えながら悲劇的な結末を描く。
1895年月刊誌「ハーパーズ」4月号に匿名で翌1896年4月号まで連載、出版も匿名で行った。作中のジャンヌのモデルは、1896年に24歳の若さで死去した長女であるとされる。
新訳『マーク・トウェインのジャンヌ・ダルク』（大久保博訳、角川書店）
- 『トム・ソーヤーの探偵』"Tom Sawyer, Detective", 1896年
- 『ハドリバーグを堕落させた男』"The Man That Corrupted Hadleyburg", 1900年
- 『アダムとイヴの日記』"Extracts from Adam's Diary", 1904年。新版・大久保博訳、河出文庫
- 『不思議な少年』"The Mysterious Stranger", 1916年
- 『それはどっちだったか』（里内克巳訳、彩流社、2015年）
- 『ストームフィールド船長の天国訪問』、各・没後に発見刊行
  - 「マーク・トウェインユーモア傑作選」に収録（木内徹・有馬容子訳・解説、彩流社、2015年）

### エッセイ・旅行記
- 『ハワイ通信』 "Letters from Hawaii", 1866年  [5]
- 『地中海遊覧記』"The Innocents Abroad", 1869年
  - 新版「イノセント・アブロード　聖地初巡礼の旅」上・下（勝浦吉雄・勝浦寿美訳、文化書房博文社、2004年）
- 『西部放浪記』"Roughing It", 1872年
  - 新版「苦難を乗りこえて　西部放浪記」（勝浦吉雄・勝浦寿美訳、文化書房博文社、2008年）
- 『ミシシッピ川の生活』"Life on the Mississippi", 1874年
- 『ヨーロッパ放浪記』"A Tramp Abroad", 1878年
- 『アメリカの爵位権主張者』"The American Claimant", 1892年
- 『赤道に沿って』"Following the Equator", 1897年
- 『人間とは何か?』"What is Man?", 1906年。新版・大久保博訳、角川文庫
- 『シェイクスピアは死んでいるか?』 "Is Shakespeare Dead?", 1906年
パイロット時代の船長がウィリアム・シェイクスピア＝フランシス・ベーコン説であったことに影響され、シェイクスピア反ストラトフォード説になった。
- 『リンチ合衆国』"The United States of Lyncherdom", 1923年

### その他
- 『マーク・トウェイン　完全なる自伝』柏書房（全3巻）、2013年-2018年[6]
- 『マーク・トウェイン自伝 【連載版】』里内克巳訳、彩流社、2020年
- 『やつは死んじまった？』"Is He Dead", 1898年
辻本庸子訳「三田文学　No.103 2010年 秋季号」に収録。上記の小説『生死如何』を戯曲化。

## マーク・トウェインが登場するフィクション作品
- 『マーク・トウェインの大冒険／トム・ソーヤーとハックルベリーの不思議な旅』（別名：アドベンチャー・オブ・マーク・怪現象の謎に挑む。その中で、クレメンスの名前で登場するマーク・トウェインと出会う。
- 『リバーワールド』アメリカの作家フィリップ・ホセ・ファーマーのSF小説シリーズ。地球での死者が全員蘇っている謎の世界「リバーワールド」に、本名の「サミュエル・クレメンズ」名で登場。河の源にある「霧の塔」を目指して河川蒸気船「貸しません号」を率いて旅をする。
- 『新スタートレック』パラマウント・テレビジョン制作のTVドラマ。『タイム・スリップ・エイリアン・前編/後編』に登場し、ジェリー・ハーディンが演じた。19世紀にタイムスリップしたエンタープライズのクルーを未来からの侵略者と思い込み、クルーの行動を阻止しようとする。
- 『愛の若草物語』TVアニメ。アニメオリジナルのエピソードとしてマーク・トウェインのデビュー作とも言える短編小説『ジム・スマイリーと彼のだいじな跳び蛙』に言及する話がある。
- 『南軍騎兵大尉ジョン・カーター』吉岡平による小説。エドガー・ライス・バローズのSF冒険小説『火星のプリンセス』の主人公ジョン・カーターの同時代人、同じ南軍兵士としてサミュエル・クレメンズが登場する。
- 『カムイの剣』矢野徹作の冒険時代劇小説、キャプテンキッドの財宝を探し、酒場サンタ・カタリナに現れた次郎に興味を持ち、示唆を与える。続編では国際的な政商となった次郎と再会する。
- 『済衆院』韓国SBSのTVドラマ。第32話で、ソンナンとドヤン(主役の医師３人のうちの２人)が喫茶店で「ハックルベリー･フィン」の話をしていると、店内にいた従軍記者Samuel L.Clemensが近づいて自己紹介する。通訳官の娘ソンナンは、幼少時からマーク・トウェインの作品に親しみ、ミシッシッピ川に憧れていた。
- 『文豪ストレイドッグス』『ヤングエース』にて連載されている漫画及びアニメ。作中に登場する「組合」の職人。性格は陽気。「ハック・フィン＆トム・ソーヤ」という異能力で2人の小人を用いて狙撃の精度を上げることができる。

## その他
- 弟のヘンリーが爆発事故で死ぬ数週間前、ヘンリーの死体が柩に横たわる夢を見ていた[7]。
- 死亡から7年後の1917年、エミリー・グラント・ハッチングズという女性がマーク・トウェインの霊と交信し『ジャップ・ヘロン』という氏の新作小説を口述筆記したとして本を出版した[8]。
- 世界初の実用タイプライタであるショールズ・アンド・グリデン・タイプライターを最初に購入した1人であり、これを "curiosity breeding little joker" と名付けた。
- 切手と同様な糊を使用し、濡らすだけで貼り付けのできるスクラップブックの特許を1873年に取得した。これはトウェインに利益をもたらした唯一の発明とされている。
- ヘレン・ケラーとも交流があり、ヘレンの自伝によるとヘレンの著作が出版された直ぐ後にマーク・トウェインの自宅に招待されて滞在した。マーク・トウェインはお客様が来た時は客が気遣いしなくても良いように終始自分がしゃべるようにしていたとのこと。別れ際にマーク・トウェインは家のバルコニーに出てヘレンたちの姿が見えなくなるまで手を振り続けてくれていたのだが、それがマーク・トウェインとの最後の別れになったそうだ。
- トウェインは愛煙家で知られており、特に葉巻を好んだ。喫煙する写真が多数残されている[9]。

## 関連文献
- 有馬容子『マーク・トウェインコレクション20　マーク・トウェイン新研究』 彩流社、2002年。ISBN 4882025434
- 飯塚英一『旅行記作家マーク・トウェイン 知られざる旅と投機の日々』 彩流社、2005年。　ISBN 4-7791-1136-6
- 石原剛『マーク・トウェインと日本　変貌するアメリカの象徴』 彩流社、2008年。ISBN 4779113342
- 亀井俊介『亀井俊介の仕事 4 マーク・トウェインの世界』 南雲堂、1995年。ISBN 4523292299
- 竹内康浩『謎とき「ハックルベリーフィンの冒険」』 新潮選書、2015年。ISBN 4106037629
- 辻和彦『その後のハックルベリー・フィン―マーク・トウェインと十九世紀アメリカ社会』 渓水社、2001年。ISBN 4874406513
- 中川慶子、宮本光子訳『マーク・トウェインのラブレター』 彩流社、1999年。ISBN 4882025825
- 永原誠『マーク・トウェインを読む』 山口書店、1999年。ISBN 4841108394
- 那須頼雅『「大愚」の遍歴―マーク・トウェイン論究』 篠崎書林、1978年。ASIN B000J8KGE8